# Aire and Calder Navigation
Aire and Calder Navigation är en kanal i Storbritannien.   Den ligger i riksdelen England, i den centrala delen av landet, 270 km norr om huvudstaden London.